# 南滨路

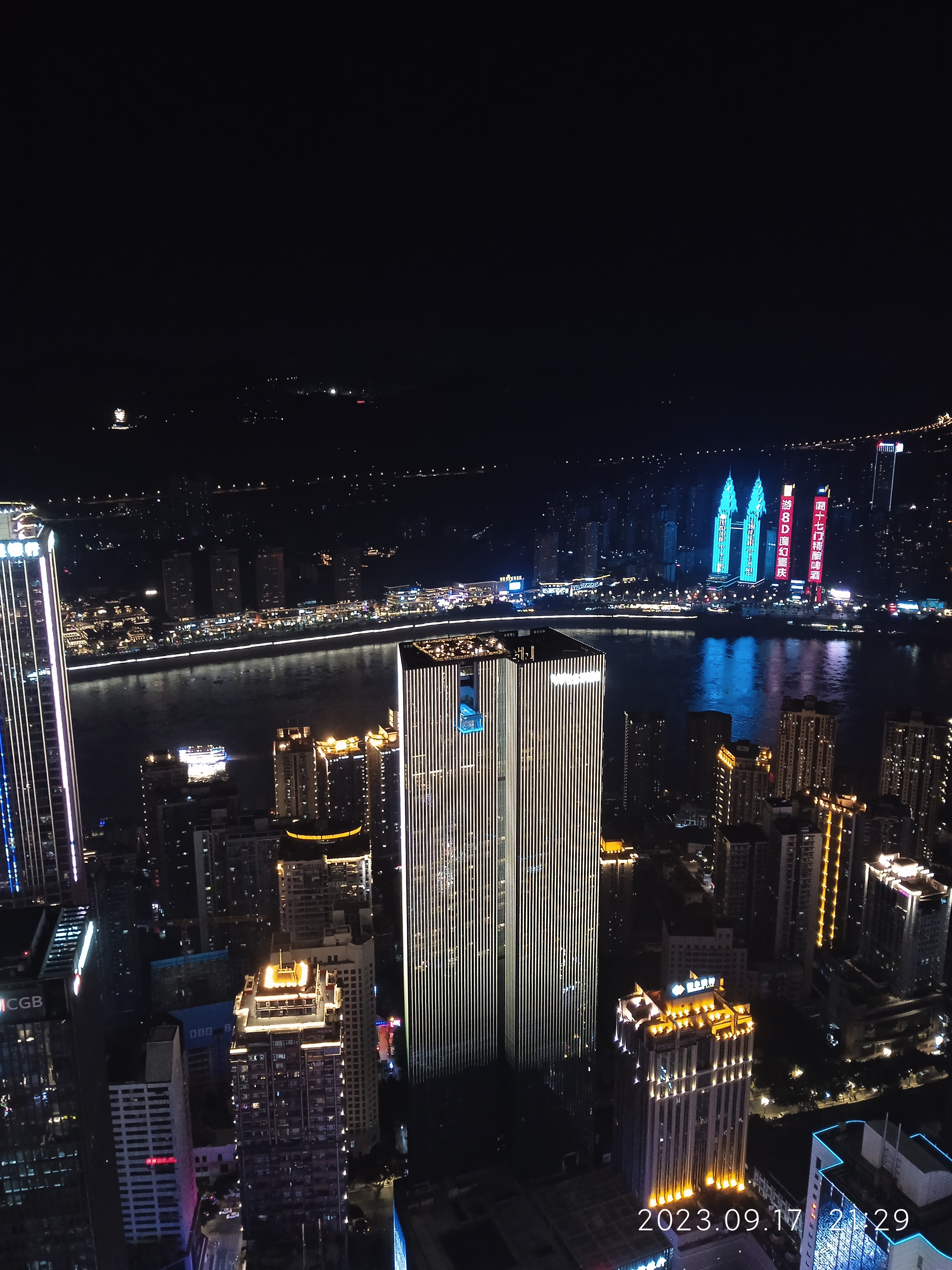
南滨路景区夜景俯瞰（江岸灯带区域）

南滨路，位于重庆市南岸区滨江路，与渝中区隔江相望。南濱路景區属城市公园类自然风景旅游景区，南滨路旅游观光区全长25公里，占地16万平方米，是集防洪护岸、城市道路、旧城改造和餐饮、娱乐、休闲为一体的城市观光休闲景观大道。

## 沿路建築
- 喜来登大酒店
- 国际金融大厦
- 国际名品商业街
- 滨江皇冠假日酒店
- 皇冠国际
- 世嘉丽笙酒店
- 长江国际
- 后堡站
- 南滨路站（重庆轨道交通27号线）

## 沿路景點
- 南滨公园：
  - 黄葛晚渡
  - 海棠烟雨
  - 龙门浩月（“龙门浩月”字样碑刻于民国时期被破坏，东水门大桥建时重新雕刻。）
  - 字水宵灯
  - 峡江开埠
  - 禹王遗踪